# Trivialität
Als trivial (lateinisch trivialis ‚gewöhnlich‘) gilt ein Umstand, der als naheliegend, für jedermann leicht ersichtlich oder erfassbar angesehen wird.
Ob ein Umstand trivial ist oder nicht, kann allerdings nicht unbedingt verallgemeinert werden: So ist zum Beispiel die Erkenntnis, „dass flüssiges Wasser bei sinkenden Temperaturen irgendwann fest wird“, für die Angehörigen isolierter Völker der Tropen sicherlich nicht trivial, da Gefrieren unter diesen klimatischen und kulturellen Bedingungen nicht beobachtet werden kann. Die Beurteilung, ob etwas trivial ist, hängt also immer auch von den eigenen Erkenntnismöglichkeiten und vom kulturellen Hintergrund ab.
Daneben kann trivial im Sinne von „alltäglich“ oder „unbedeutend“ auch eine Bewertung oder ein Geschmacksurteil ausdrücken, zum Beispiel bei der Beurteilung von Literatur, die nur der Unterhaltung dient.

## Etymologie
Das Adjektiv trivial geht über frz. trivial zurück auf lateinisch trivialis. Dies ist abgeleitet von lat. trivium „Kreuzung dreier Wege“ (wörtlich „Dreiweg“, zu tri- „drei-“ und via „Weg“). Weil sich an solchen Straßenkreuzungen das Volk traf, entwickelte das Wort trivialis die Bedeutungen „gewöhnlich“ und „jedermann zugänglich, allgemein bekannt“.
An den Universitäten des Mittelalters bestand das Grundstudium aus den drei Fächern Grammatik, Rhetorik, Dialektik und wurde Trivium genannt. Diese Bezeichnung greift auf die ursprüngliche Bedeutung „drei Wege“ zurück. Zugleich stand das Trivium als einfaches Studium dem anspruchsvolleren Quadrivium gegenüber (Studium der vier Fächer Arithmetik, Geometrie, Musiktheorie (Harmonik) und Astronomie/Astrologie). Dieser Zusammenhang hat ebenfalls auf die Bedeutung von trivial eingewirkt, denn die Disziplinen des Triviums waren der triviale Zweig des Fächerkanons (siehe auch Trivialschule).

## Fachsprachliche Verwendung
In einigen Fachsprachen wird leicht Nachvollziehbares als trivial bezeichnet.

### Komplexität (Theoretische Informatik)
Triviale Probleme werden im Zusammenhang mit der Turing-Reduktion in der Komplexitätsklasse P erwähnt. In dieser sind es die beiden Probleme, auf die sich die anderen der Klasse P nicht Turing-reduzieren lassen. Es handelt sich um das Problem „Immer akzeptieren“ und dessen Komplement „Immer verwerfen“. Bei der Turing-Reduktion werden alle Instanzen des Ursprungsproblems auf Instanzen des Zielproblems abgebildet. Dabei werden Ja-Instanzen auf Ja-Instanzen und Nein-Instanzen auf Nein-Instanzen abgebildet. Die trivialen Probleme weisen jedoch nur einen der beiden Instanzentypen auf, sodass die Instanzen des anderen nicht abgebildet werden können.
Eine nichttriviale Eigenschaft einer nichtleeren Menge ist eine Eigenschaft, die einige, aber nicht alle Elemente der Menge besitzen. Nach dem Satz von Rice ist jede nichttriviale semantische (im Gegensatz zu „syntaktische“, d. h. an der Zeichenfolge des Programmtexts unmittelbar ablesbare) Eigenschaft {\displaystyle E} eines Programms unentscheidbar. Das Problem, herauszufinden, ob ein vorgegebenes Programm die Eigenschaft {\displaystyle E} hat, ist also algorithmisch nicht lösbar.

### Softwaretechnik
Methoden oder andere Dienste mit der Aufgabe, etwas zu suchen beziehungsweise zu finden, können als trivial oder nicht-trivial bezeichnet werden.
- Trivial sind solche, die eine Variable oder einen anderen einfachen Wert, auf den sie zugreifen können, zurückgeben.
- Nicht-trivial sind solche, die den gesuchten Wert zuerst finden müssen. Dabei wird meistens eine bestimmte Eigenschaft referenziert. Diese wird dann in einer Sammlung oder einem listenähnlichen Konstrukt nach diversen Kriterien gesucht und danach zurückgegeben.

### Mathematik
Mathematische Objekte, Aussagen oder Eigenschaften heißen trivial, wenn sie besonders einfach angegeben werden können, d. h. sich ohne jedes Zutun aus einer Definition oder einem Satz ergeben.
- Die trivialen Teiler einer natürlichen Zahl {\displaystyle n} sind {\displaystyle 1} und {\displaystyle n} selbst. Man kann sie angeben, ohne Näheres (wie beispielsweise die Primfaktorzerlegung) über {\displaystyle n} zu wissen. Alle anderen Teiler heißen nichttriviale oder echte Teiler.

- Die triviale Lösung eines homogenen linearen Gleichungssystems {\displaystyle Ax=0} ist die Nulllösung {\displaystyle x=0}. Man kann sie angeben, ohne Näheres über {\displaystyle A} zu wissen. Alle anderen Lösungen heißen nichttriviale Lösungen.

- Triviale Teilmengen einer Menge sind die leere Menge und die Menge selbst. Alle anderen Teilmengen heißen echte Teilmengen.

- Eine triviale Gruppe {\displaystyle (\{e\},*)} ist eine Gruppe, die nur aus einem Element {\displaystyle e} und der einzig möglichen trivialen Operation {\displaystyle e*e=e} besteht.
- Ein trivialer Ring {\displaystyle (\{0\},+,\,\cdot \,)} ist ein Ring, der nur aus dem Nullelement {\displaystyle 0} und den zwei Operationen {\displaystyle 0+0=0} und {\displaystyle 0\cdot 0=0} besteht.

## Allgemeinsprachliche Bedeutungen
Neben der Bedeutung „einfach, leicht nachvollziehbar“ hat trivial in der Allgemeinsprache weitere Bedeutungen, etwa im Sinne von „unbedeutend, uninteressant“ oder „ohne besonderen künstlerischen Wert“. Als Trivia werden vermischte Informationen bezeichnet, die allgemein keinen besonderen Wert haben oder für ein bestimmtes Thema belanglos sind.
Trivialität in diesem Sinn überschneidet sich mit verwandten Wertungsbegriffen. Während Trivialität sich im Kern auf leicht verständliche Informationen bezieht, kommen bei Banalität leichte soziale Zugangsbedingungen hinzu (z. B. hohe Auflagenzahl, niedriger Preis). Bei Kitsch steht die reflexartig wirkende emotionale Zugänglichkeit im Vordergrund. Diese Phänomene können auch kombiniert auftreten. So gilt Trivialliteratur als wenig komplex, ist überall preisgünstig erhältlich (z. B. Heftchenliteratur) und wird oft als kitschig empfunden.

## Trivialnamen
Sogenannte Trivialnamen sind Bezeichnungen für Dinge, die keiner offiziellen – also etwa über den deutschen Sprachraum hinausreichenden – Systematik entsprechen, wie sie meist in den zugeordneten wissenschaftlichen Fachgebieten festgelegt wurden. Beispiele für derartige Fachgebiete sind die Biologie, Chemie, Medizin und Pharmazie, aber auch Bereiche oder Schwerpunkte vorgenannter wissenschaftlicher Fachgebiete wie deren technische Zweige.